# Napięcie znamionowe
Napięcie znamionowe – maksymalne napięcie prądu elektrycznego jakie może być podane w sposób trwały na element lub urządzenie elektrotechniczne, np. rezystor czy transformator. W transformatorach rozróżnia się napięcie znamionowe uzwojenia pierwotnego i wtórnego. Po przekroczeniu napięcia znamionowego element może ulec zniszczeniu na skutek przebicia elektrycznego izolacji lub pracować z bardzo dużymi stratami.
Określane bywa również jako „znamionowe napięcie udarowe”, „znamionowe napięcie wytrzymywane krótkotrwałe”, „znamionowe napięcie probiercze”, "„znamionowe napięcie izolacji” i „znamionowe napięcie pracy” i inne – w zależności od specyfiki pracy elementu lub urządzenia.
Niektóre elementy elektrotechniczne mogą pracować zarówno przy napięciu stałym, jak i przy napięciu przemiennym. Dla takich elementów określa się zarówno znamionowe napięcie stałe, jak i znamionowe napięcie przemienne, zazwyczaj jako wartość skuteczną napięcia sinusoidalnie przemiennego. Jeśli nie podano częstotliwości, przyjmuje się, że wynosi ona 50 Hz.
| Rodzaj prądu                                                                         | Napięcie znamionowe                | Napięcie znamionowe                           |
| ------------------------------------------------------------------------------------ | ---------------------------------- | --------------------------------------------- |
| Rodzaj prądu                                                                         | Bardzo niskie napięcie             | Niskie napięcie                               |
| Prąd stały                                                                           | 6, 12, 24, 36, 48, 60, 72, 96, 110 | 220, 440, 750, 1500                           |
| Prąd przemienny                                                                      | 6, 12, 24, 48                      | 120/240¹, 230/400², 277/480², 400/690², 1000² |
| ¹⁾ Układy jednofazowe trójprzewodowe. ²⁾ Układy trójfazowe trój- i czteroprzewodowe. |                                    |                                               |